# Gimeux
Gimeux est une commune du Sud-Ouest de la France, située dans le département de la Charente (région Nouvelle-Aquitaine).
Ses habitants sont appelés les Gimeusiens et Gimeusiennes.

## Géographie

### Localisation et accès
Gimeux est une commune de l'ouest du département de la Charente limitrophe de la Charente-Maritime située à 7 km au sud-ouest de Cognac et 41 km à l'ouest d'Angoulême, en Grande Champagne, 1er cru classé du vignoble d'appellation cognac.
Gimeux est aussi à 12 km à l'ouest de Segonzac, 15 km au nord-est de Pons et 24 km de Saintes.
La commune est à l'ouest de la route départementale 731 qui relie Cognac à Barbezieux, et proche de la zone industrielle de Merpins et de la base aérienne de Cognac. Elle est aussi proche de la route départementale 732 qui relie Cognac à Royan par Pons et qui passe à 5 km à l'ouest du bourg. La D 47 relie Gimeux à l'agglomération cognaçaise.
La gare la plus proche est celle de Cognac, desservie par des TER à destination d'Angoulême, Saintes et Royan.

### Hameaux et lieux-dits
Les hameaux de la commune se reroupent autour du bourg et le long de la route de Cognac : les Guillons, le Pas Robin, la Tour, la Croix de l'Oumelet, la Grave. Il y a aussi l'Anglade au nord, sur la D 147 (ancien chemin Boisné).

### Communes limitrophes
|     | Merpins                    |                 |
| Ars | Gimeux                     | Salles-d'Angles |
|     | Celles (Charente-Maritime) |                 |

### Géologie et relief
Géologiquement, comme toute cette partie de la rive gauche de la Charente entre Angoulême et Cognac, c'est une zone calcaire datant du Crétacé supérieur avec cuestas.
Le Santonien occupe la grande moitié septentrionale de la commune. Il correspond à la plaine de Châteaubernard. La partie méridionale est occupée par le Campanien, calcaire plus crayeux, qui donne les paysages de Champagne dans cette partie des Charentes.
À l'intérieur du Campanien, s'amorce une cuesta faisant face au nord-ouest et sur laquelle le bourg s'étage. Cet escarpement caractéristique s'amplifie vers l'est et traverse tout le département jusqu'à Gurat ; il délimite la Champagne au sud jusqu'au Blanzacais. Dans la commune, il est interrompu par la vallée du Né à l'ouest. Celle-ci est occupée par des alluvions du Quaternaire,,,.
La commune de Gimeux occupe la vallée du Né sur sa bordure occidentale, et la plaine de Cognac sur une grande moitié nord-est. Les coteaux occupent la bordure méridionale. Le point culminant de la commune est à une altitude de 72 m, situé au sud du bourg à l'ancien moulin à vent de Fanaud. Le point le plus bas est à 6 m, situé le long du Né près de l'Anglade. Le bourg est à environ 20 m d'altitude sur le flanc de la vallée.

### Hydrographie

#### Réseau hydrographique

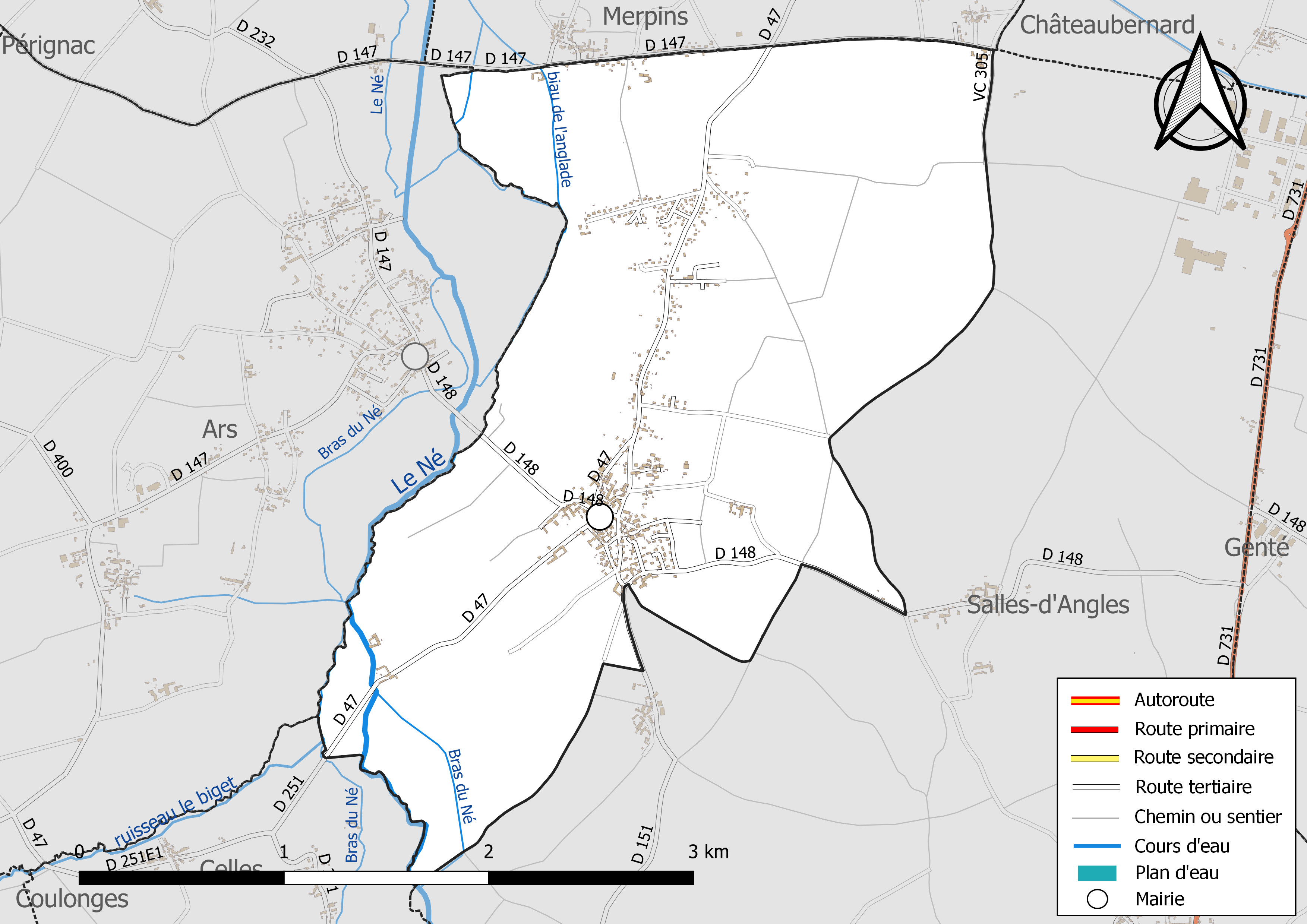
Réseaux hydrographique et routier de Gimeux.

La commune est située dans le bassin versant de la Charente au sein  du Bassin Adour-Garonne. Elle est drainée par le Né, biau de l'anglade, et par divers petits cours d'eau, qui constituent un réseau hydrographique de 4 km de longueur totale,.
Gimeux est traversé par le Né, affluent du fleuve Charente. Il forme sur le territoire de Gimeux une zone de marais, irriguée par des biaus (Biau de la Grave qui fait la limite de commune et Biau de l'Anglade).

#### Gestion des eaux
Le territoire communal est couvert par le schéma d'aménagement et de gestion des eaux (SAGE) « Charente ». Ce document de planification, dont le territoire correspond au bassin de la Charente, d'une superficie de 9 300 km2, a été approuvé le 19 novembre 2019. La structure porteuse de l'élaboration et de la mise en œuvre est l'établissement public territorial de bassin Charente. Il définit sur son territoire les objectifs généraux d’utilisation, de mise en valeur et de protection quantitative et qualitative des ressources en eau superficielle et souterraine, en respect des objectifs de qualité définis dans le troisième SDAGE  du Bassin Adour-Garonne qui couvre la période 2022-2027, approuvé le 10 mars 2022.

### Climat
Comme dans les trois quarts sud et ouest du département, le climat est océanique aquitain.

## Toponymie
Les formes anciennes, non datées mais du Moyen Âge, sont Gemodiis, Gemois.
L'origine du nom de Gimeux remonterait à un nom de femme germanique Gelmod, ce qui correspondrait à Gemoldiae villa,.

## Histoire
Gimeux était habitée à l'époque romaine comme l'attestent les découvertes faites à Langlade, d'une part des sépultures renfermant des monnaies d'Adrien et d'Antonin, d'autre part de petits bronzes et grands bronzes d'Antonin, Marc Aurèle, Adrien, différents vases et pièces de vaisselle,. Une voie très ancienne, Saintes-Périgueux, présente sur diverses cartes et dite chemin Boisné, passait par Gimeux où elle franchissait le Biau de l'Anglade à gué. Ce serait une voie gauloise devenue voie romaine.
Un site de tegulæ a été prospecté sur le coteau de Fanaud.
La paroisse existait déjà au XIe siècle car elle est donnée en 1121 par Pierre de Confolens, évêque de Saintes, au prieuré de Merpins.
Au XVIe siècle, la seigneurie de Gimeux appartenait à François de La Rochebeaucourt, seigneur de Saint-Même et sénéchal d'Angoumois. Son fils, François de Brémond, fut un ardent défenseur du protestantisme. La seigneurie passa ensuite par mariage aux Pasquier de Mainxe. Un des fils, connu sous le nom de Monsieur de Gimeux, fut tué, croit-on, au siège de La Rochelle en 1628. La terre de Gimeux passa ensuite entre les mains de plusieurs propriétaires, entre les de Donissan, et enfin les de Verdelin avant la Révolution.
Les registres de l'état civil remontent à 1610.
Le 7 mars 1787, les représentants de Gimeux à l'assemblée préliminaire des États généraux qui se tient à la salle capitulaire des Récollets de Cognac sont P. Robin et F. Jean.
La commune de Gimeux à sa création en 1793, appartenait au district de Cognac et au canton de Salles-d'Angles puis en 1801 à l'arrondissement et au canton de Cognac et en 1973 au canton de Cognac-Sud.

## Administration
| Période                                  | Période  | Identité       | Étiquette | Qualité          |
| ---------------------------------------- | -------- | -------------- | --------- | ---------------- |
| Les données manquantes sont à compléter. |          |                |           |                  |
| 1989                                     | mai 2012 | Joël Baudin    | SE        | Éleveur retraité |
| juin 2012                                | En cours | Chantal Nadeau |           |                  |

La fiscalité est d'un taux de 14,73 % sur le bâti, 45,18 % sur le non bâti, et 9,61 % pour la taxe d'habitation (chiffres 2007).
Gimeux fait partie de la communauté d'agglomération du Grand Cognac qui prélève 12,14 % de taxe professionnelle.

## Urbanisme

### Typologie
Au 1er janvier 2024, Gimeux est catégorisée commune rurale à habitat dispersé, selon la nouvelle grille communale de densité à 7 niveaux définie par l'Insee en 2022.
Elle est située hors unité urbaine. Par ailleurs la commune fait partie de l'aire d'attraction de Cognac, dont elle est une commune de la couronne,. Cette aire, qui regroupe 44 communes, est catégorisée dans les aires de 50 000 à moins de 200 000 habitants,.

### Occupation des sols
L'occupation des sols de la commune, telle qu'elle ressort de la base de données européenne d’occupation biophysique des sols Corine Land Cover (CLC), est marquée par l'importance des territoires agricoles (80,3 % en 2018), en diminution par rapport à 1990 (81,8 %). La répartition détaillée en 2018 est la suivante : 
cultures permanentes (27,7 %), terres arables (23,6 %), zones agricoles hétérogènes (17,9 %), prairies (11,1 %), zones urbanisées (9,9 %), forêts (9,8 %). L'évolution de l’occupation des sols de la commune et de ses infrastructures peut être observée sur les différentes représentations cartographiques du territoire : la carte de Cassini (XVIIIe siècle), la carte d'état-major (1820-1866) et les cartes ou photos aériennes de l'IGN pour la période actuelle (1950 à aujourd'hui).

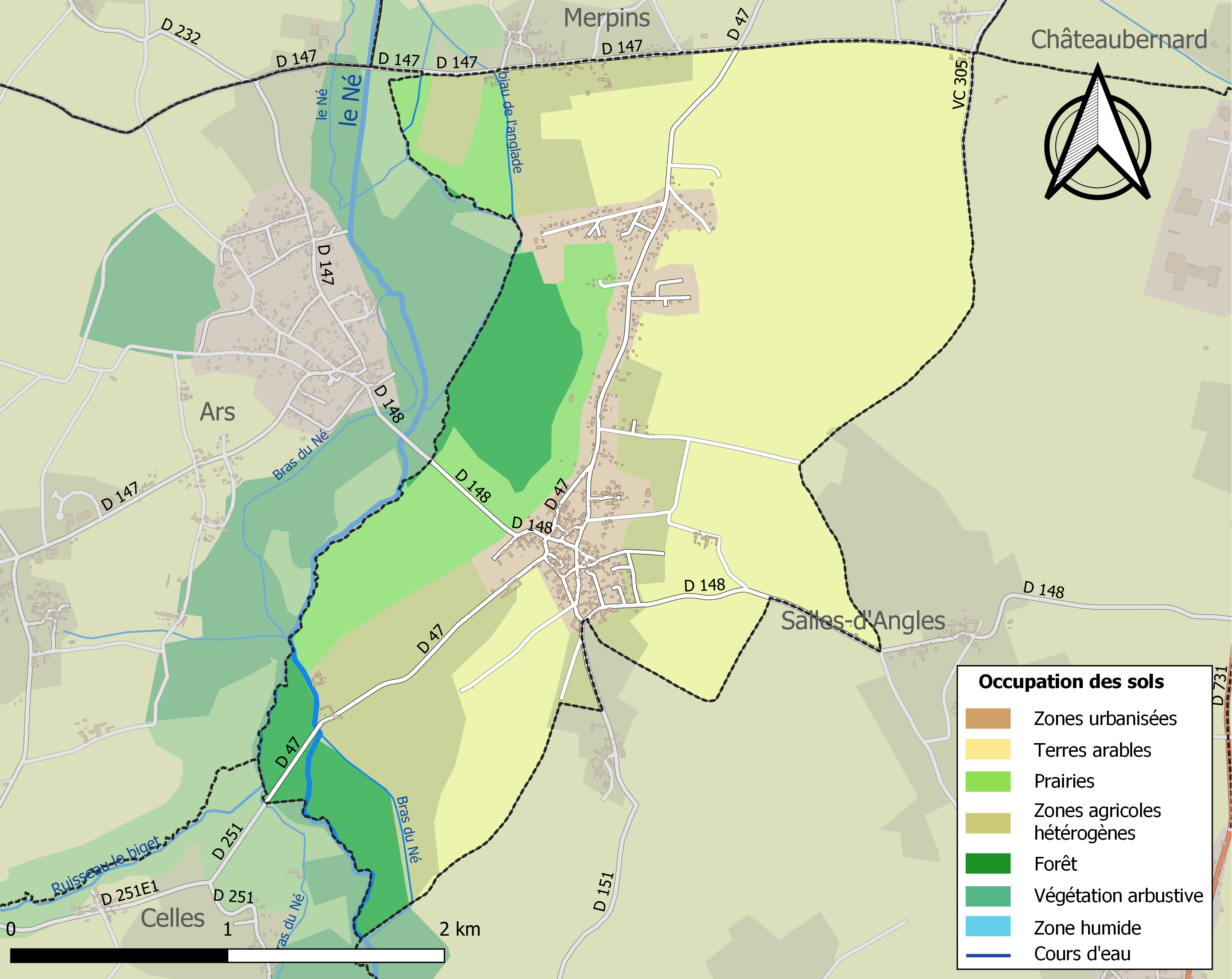
Carte des infrastructures et de l'occupation des sols de la commune en 2018 (CLC).

### Risques majeurs
Le territoire de la commune de Gimeux est vulnérable à différents aléas naturels : météorologiques (tempête, orage, neige, grand froid, canicule ou sécheresse) et séisme (sismicité faible). Il est également exposé à deux risques technologiques,  le transport de matières dangereuses et  le risque industriel. Un site publié par le BRGM permet d'évaluer simplement et rapidement les risques d'un bien localisé soit par son adresse soit par le numéro de sa parcelle.

#### Risques naturels

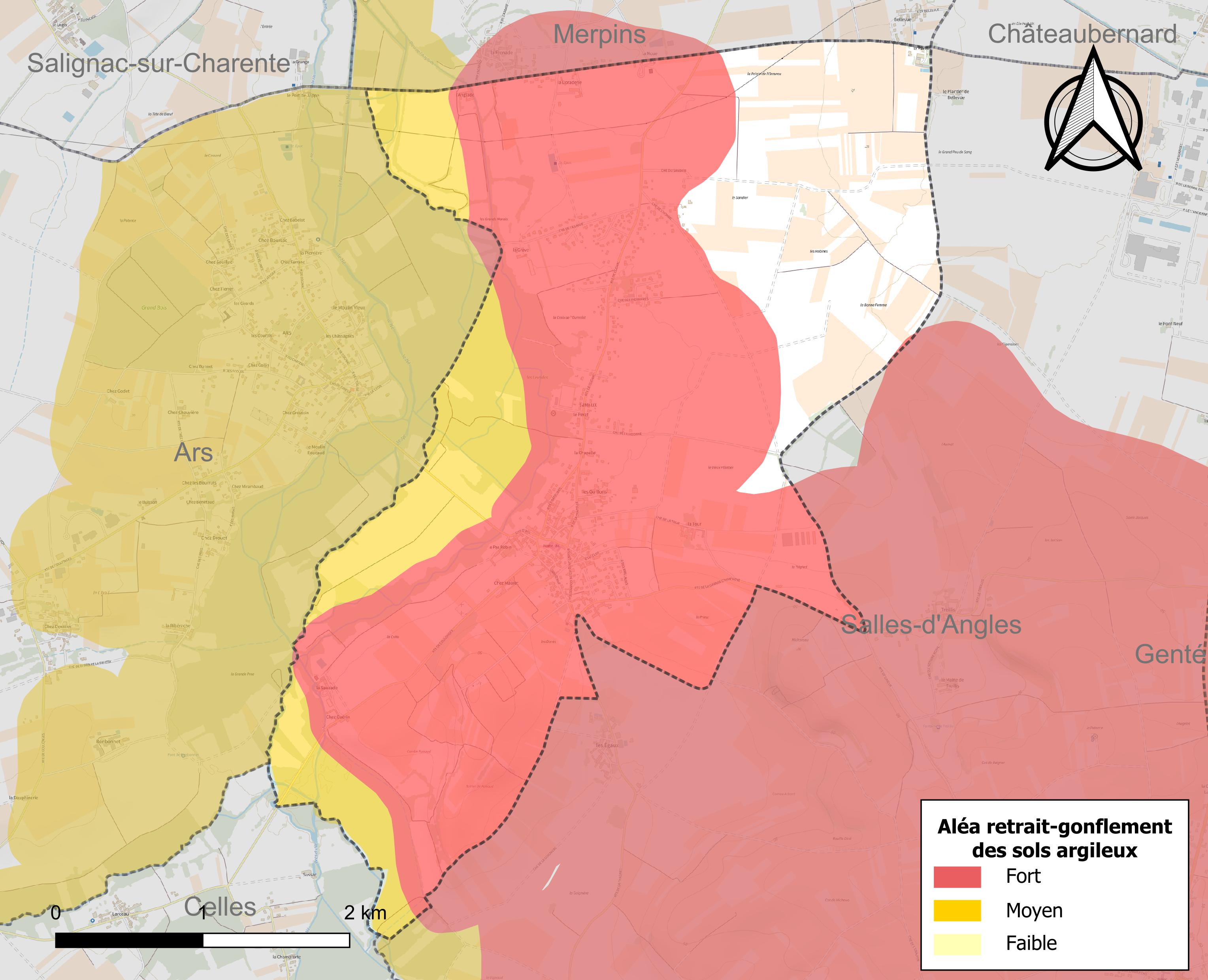
Carte des zones d'aléa retrait-gonflement des sols argileux de Gimeux.

Le retrait-gonflement des sols argileux est susceptible d'engendrer des dommages importants aux bâtiments en cas d’alternance de périodes de sécheresse et de pluie. 78,4 % de la superficie communale est en aléa moyen ou fort (67,4 % au niveau départemental et 48,5 % au niveau national). Sur les 339 bâtiments dénombrés sur la commune en 2019,  334 sont en aléa moyen ou fort, soit 99 %, à comparer aux 81 % au niveau départemental et 54 % au niveau national. Une cartographie de l'exposition du territoire national au retrait gonflement des sols argileux est disponible sur le site du BRGM,.
Par ailleurs, afin de mieux appréhender le risque d’affaissement de terrain, l'inventaire national des cavités souterraines permet de localiser celles situées sur la commune.
La commune a été reconnue en état de catastrophe naturelle au titre des dommages causés par les inondations et coulées de boue survenues en 1982, 1986, 1993 et 1999. Concernant les mouvements de terrains, la commune a été reconnue en état de catastrophe naturelle au titre des dommages causés par la sécheresse en 2003 et 2011 et par des mouvements de terrain en 1999.

#### Risques technologiques
La commune est exposée au risque industriel du fait de la présence sur son territoire d'une entreprise soumise à la directive européenne SEVESO.
Le risque de transport de matières dangereuses sur la commune est lié à sa traversée par une ou des infrastructures routières ou ferroviaires importantes ou la présence d'une canalisation de transport d'hydrocarbures. Un accident se produisant sur de telles infrastructures est susceptible d’avoir des effets graves sur les biens, les personnes ou l'environnement, selon la nature du matériau transporté. Des dispositions d’urbanisme peuvent être préconisées en conséquence.

## Démographie

### Évolution démographique
L'évolution du nombre d'habitants est connue à travers les recensements de la population effectués dans la commune depuis 1793. Pour les communes de moins de 10 000 habitants, une enquête de recensement portant sur toute la population est réalisée tous les cinq ans, les populations de référence des années intermédiaires étant quant à elles estimées par interpolation ou extrapolation. Pour la commune, le premier recensement exhaustif entrant dans le cadre du nouveau dispositif a été réalisé en 2008.

En 2022, la commune comptait 727 habitants, en évolution de +2,11 % par rapport à 2016 (Charente : −0,48 %, France hors Mayotte : +2,11 %).
| 1793 | 1800 | 1806 | 1821 | 1831 | 1841 | 1846 | 1851 | 1856 |
| ---- | ---- | ---- | ---- | ---- | ---- | ---- | ---- | ---- |
| 345  | 372  | 373  | 357  | 449  | 427  | 429  | 455  | 460  |

| 1861 | 1866 | 1872 | 1876 | 1881 | 1886 | 1891 | 1896 | 1901 |
| ---- | ---- | ---- | ---- | ---- | ---- | ---- | ---- | ---- |
| 463  | 462  | 443  | 478  | 392  | 399  | 420  | 381  | 363  |

| 1906 | 1911 | 1921 | 1926 | 1931 | 1936 | 1946 | 1954 | 1962 |
| ---- | ---- | ---- | ---- | ---- | ---- | ---- | ---- | ---- |
| 393  | 388  | 355  | 341  | 298  | 287  | 341  | 364  | 346  |

| 1968 | 1975 | 1982 | 1990 | 1999 | 2006 | 2008 | 2013 | 2018 |
| ---- | ---- | ---- | ---- | ---- | ---- | ---- | ---- | ---- |
| 390  | 465  | 686  | 751  | 713  | 715  | 716  | 719  | 719  |

| 2022 | - | - | - | - | - | - | - | - |
| ---- | - | - | - | - | - | - | - | - |
| 727  | - | - | - | - | - | - | - | - |

### Pyramide des âges
La population de la commune est relativement âgée.
En 2018, le taux de personnes d'un âge inférieur à 30 ans s'élève à 27,8 %, soit en dessous de la moyenne départementale (30,2 %). À l'inverse, le taux de personnes d'âge supérieur à 60 ans est de 32,4 % la même année, alors qu'il est de 32,3 % au niveau départemental.
En 2018, la commune comptait 352 hommes pour 367 femmes, soit un taux de 51,04 % de femmes, légèrement inférieur au taux départemental (51,59 %).
Les pyramides des âges de la commune et du département s'établissent comme suit.
| Hommes | Classe d’âge | Femmes |
| ------ | ------------ | ------ |
| 0,6    | 90 ou +      | 0,3    |
| 5,7    | 75-89 ans    | 9,0    |
| 25,0   | 60-74 ans    | 24,3   |
| 23,9   | 45-59 ans    | 23,2   |
| 15,9   | 30-44 ans    | 16,6   |
| 13,6   | 15-29 ans    | 12,8   |
| 15,3   | 0-14 ans     | 13,9   |

| Hommes | Classe d’âge | Femmes |
| ------ | ------------ | ------ |
| 1      | 90 ou +      | 2,7    |
| 9,2    | 75-89 ans    | 12     |
| 20,6   | 60-74 ans    | 21,3   |
| 20,7   | 45-59 ans    | 20,3   |
| 16,8   | 30-44 ans    | 16     |
| 15,6   | 15-29 ans    | 13,4   |
| 16,1   | 0-14 ans     | 14,3   |

### Remarques
La population est restée stable de 1800 à 1975 puis a fortement augmenté depuis ce qui est à mettre en parallèle avec les 148 logements neufs durant cette même période.
Suivant le recensement de 1999, Gimeux comptait 391 habitants actifs dont 346 ayant un emploi, 190 hommes et 156 femmes (309 salariés et 37 non salariés).

## Économie
La viticulture est l'activité économique principale de cette commune située dans la Grande Champagne, premier cru classé de la zone d'appellation d'origine contrôlée cognac.
Une quinzaine de viticulteurs et petits producteurs de cognac, de pineau des Charentes et de vin de Pays charentais, ainsi qu'une distillerie, sont installés sur la commune de Gimeux.
Il y a un seul commerçant, quelques artisans du bâtiment et une infirmière libérale.
Le centre de stockage liquide d'Antargaz, classé Seveso, est installé depuis une trentaine d’années loin des habitations.

## Équipements et services

### Enseignement
L'école est un regroupement pédagogique intercommunal (RPI) entre Ars et Gimeux. 
Son fonctionnement est géré par le SIVOS Ars-Gimeux. Gimeux accueille l'école maternelle et Ars l'école élémentaire. L'école de Gimeux comporte une classe regroupant les maternelles. 
Le secteur du collège est Cognac (collège Elisée Mousnier).

### Santé
Il y a une infirmière, un cabinet médical et une pharmacie à Ars.

## Lieux et monuments

### Patrimoine religieux

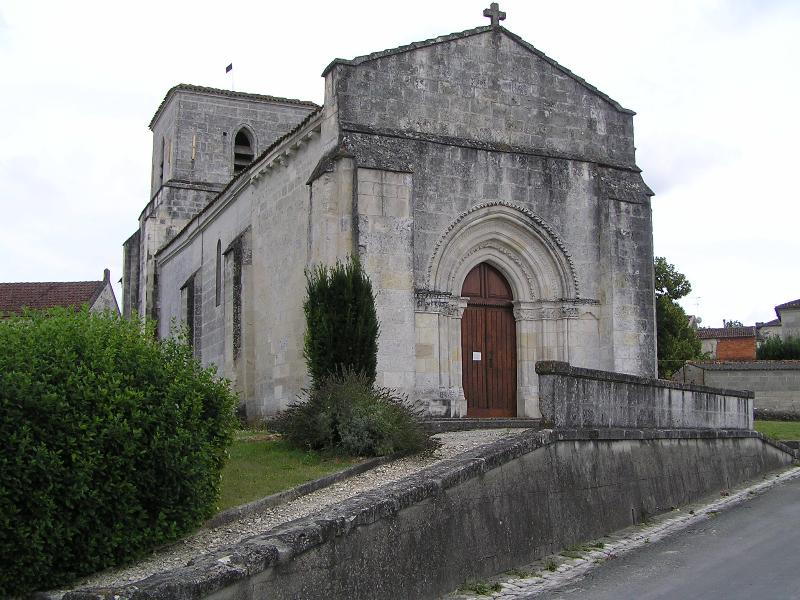
Église de Gimeux.

L'église Saint-Germain date du XIIe siècle puis a été rénovée au XVe siècle puis à la fin du XVIIIe siècle et au début du XIXe siècle. Elle est de plan allongé, à un vaisseau, avec coupole sur pendentifs. Elle possède un escalier demi-hors-œuvre, en vis sans jour.
Il existe aussi à la Chapelle, un bâtiment très simple du XVIIe siècle, anciennement chapelle Notre-Dame-de-Piété.
Du moulin à vent de Fanaud qui daterait selon certaines sources de 1760, il ne reste que des vestiges.

### Patrimoine civil
- La Sauzade, déjà notée sur la carte de Cassini, comporte une ferme et un moulin à huile. Elle est dotée d'une distillerie moderne[45].

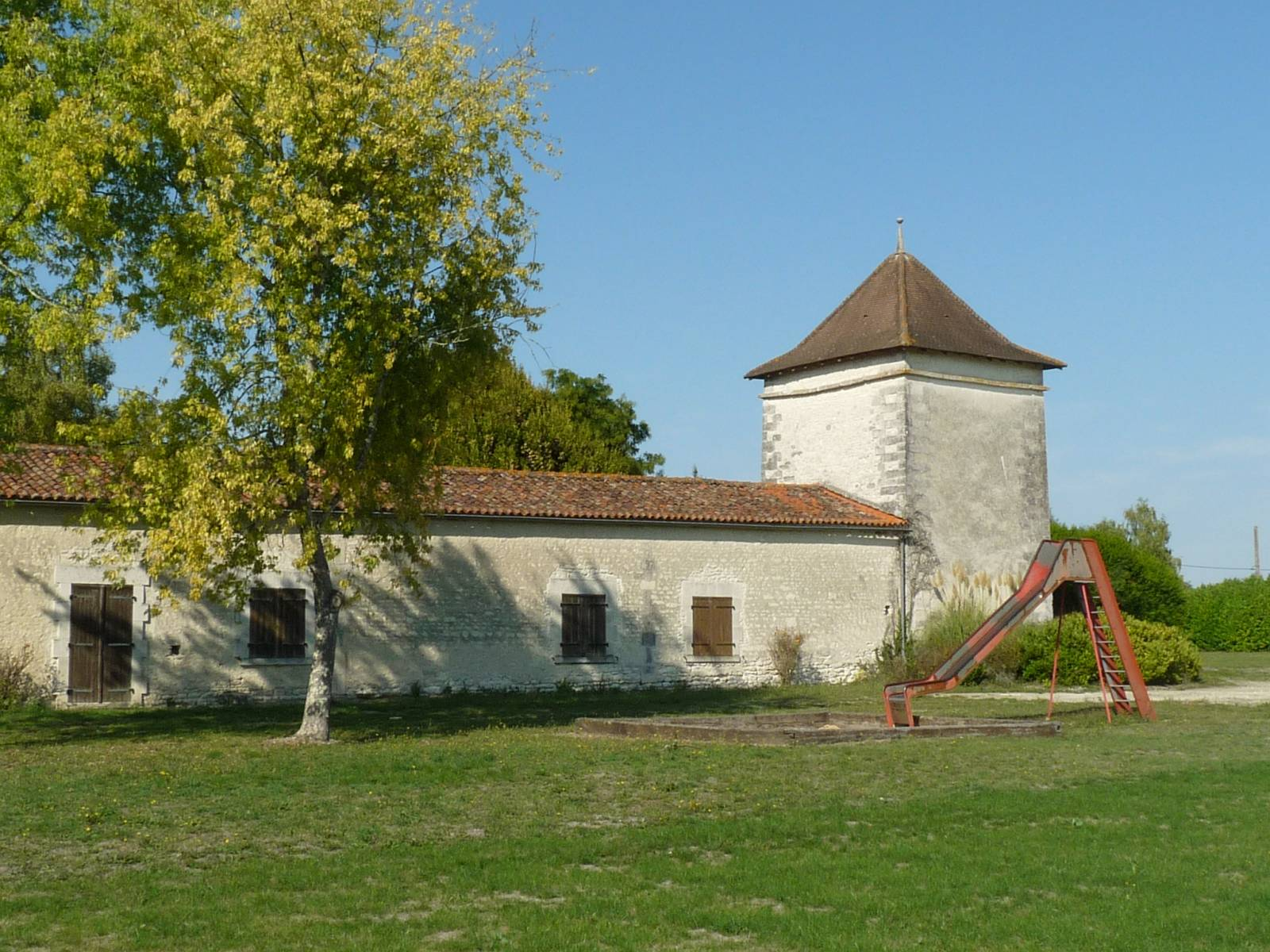
Pigeonnier à la Grave.

- La Grave est un logis du XIXe siècle avec ferme et pigeonnier[46].

Sur la base Mérimée huit édifices sont étudiés et 20 sont repérés. Ce sont des maisons et des fermes datées 1652, 1749, 1806 pour les plus anciennes.

### Patrimoine environnemental
Le marais d'Ars-Gimeux et la vallée du Né forme une zone humide remarquable. Toute la vallée est classée zone Natura 2000 et l'on y trouve comme animaux remarquables la Lamproie de Planer (Lampetra planeri) et le Triton crêté (Triturus cristatus) des invertébrés remarquables, Cordulie à corps fin (Oxygastra curtisii), Gomphe à cercoïdes fourchus (Gomphus graslinii) et Rosalie des Alpes (Rosalia alpina) mais surtout la Loutre (Lutra lutra) et le Vison d'Europe (Mustela lutreola).
Chemins de randonnée : sentier du Fanaud et chemin de découverte du marais.